# Франц, Иоганн Михаэль
Иоганн Михаэль Франц (Johann Michael Franz; 1700—1761) — немецкий картограф; основатель первого немецкого общества, посвящённого географии (1740).

## Биография
В 1729 году стал сотрудником Иоганна Кристофа Гоманна (Johann Christoph Homann), сына известного картографа Гоманна в Нюрнберге, а после его смерти (1730) — участником и руководителем картографического заведения «наследников Гоманна» («Homännische Erben»). В 1740 году основал «космографическое общество» (Cosmographische Gesellschaft) — первое общество, посвящённое географии. В 1754 году получил в Гёттингене кафедру географии; в 1755 году стал членом местной, недавно образованной (1751) Академии наук.

## Труды
- «Homännische Berichte von Verfertigung grosser Weltkugeln» (1749);
- «Homännische Vorschläge von der nötigen Verbesserung der Weltbeschreibungswissenschaft etc.» (1747);
- «Kosmographische Nachrichten und Sammlungen auf das J. 1748» (1750);
- «Der deutsche Staatsgeographus» (Берлин, 1753)[2].